# Jason Leffler
Jason Leffler (* 16. September 1975 in Long Beach, Kalifornien; † 12. Juni 2013 in Chester, Pennsylvania) war ein US-amerikanischer Automobilrennfahrer.
Leffler war von 1999 bis 2013 in den drei US-amerikanischen NASCAR-Serien aktiv. Er startete 73 Mal im Sprint Cup, 294 Mal in der Nationwide Series und 56 Mal in der Camping World Truck Series. Er erzielte zwei Siege in der Nationwide Series und einen in der Camping World Truck Series. Seine beste Gesamtplatzierung war der dritte Rang in der Nationwide Series 2007. Darüber hinaus nahm Leffler 1999 und 2000 an insgesamt drei Rennen der Indy Racing League teil.

## Karriere
Lefflers Motorsportkarriere begann 1996 in den USAC-Serien in Midget oder Sprint-Car-Fahrzeugen, mit denen überwiegend auf Dirt-Tracks gefahren wurde. Er gewann die USAC National Midget Series von 1997 bis 1999 dreimal in Folge und 1998 die USAC National Silver Crown. Er blieb bis 2013 in den USAC-Meisterschaften aktiv.
1999 debütierte Leffler in der NASCAR Busch Grand National Series, der zweiten NASCAR-Division. Er nahm für Joe Gibbs Racing an vier Rennen teil und scheiterte zudem einmal an der Qualifikation. Seine beste Rennplatzierung war ein 20. Platz. Darüber hinaus nahm er 1999 für Treadway Racing am Saisonauftakt, dem TransWorld Diversified Services Indy 200, der Indy Racing League teil. Er schied nach zwei Runden durch einen Unfall aus. 2000 blieb Leffler bei Joe Gibbs Racing in der Busch Grand National Series und erhielt ein Vollzeitcockpit. Er scheiterte nur bei einem Rennen an der Qualifikation und startete dreimal von der Pole-Position. Ein zweiter Platz beim Outback Steakhouse 200 war seine beste Platzierung. In der Gesamtwertung wurde er 20. Darüber hinaus nahm er für Ultra Motorsports an einem Rennen der Craftsman Truck Series teil. Außerdem war Leffler 2000 letztmals im Formelsport aktiv. Für Treadway Racing nahm er an zwei Indy-Racing-League-Rennen teil. Ein 15. Platz beim Vegas Indy 300 war seine beste Platzierung im Formelsport. Sein zweiter Start war beim Indianapolis 500. Bei diesem wurde er 17.
2001 stieg Leffler in den NASCAR Winston Cup, die höchste Division, auf. Er erhielt ein Cockpit bei Chip Ganassi Racing. Er startete einmal von der Pole-Position, scheiterte aber auch fünfmal an der Qualifikation. Seine beste Einzelplatzierung war ein Zehnter Platz. Es blieb Lefflers einzige Top-10-Platzierung im Winston Cup. In der Gesamtwertung wurde er 37. 2002 verlor Leffler sein Winston-Cup-Cockpit und wechselte als Vollzeitpilot zu Ultra Motorsports in die Craftsman Truck Series. Er startete achtmal von der Pole-Position und kam bei 11 von 22 Rennen innerhalb der Top 5 ins Ziel. Einen Sieg erzielte er aber nicht. Sechs zweite Plätze waren seine besten Platzierungen. In der Gesamtwertung wurde Leffler Vierter. Darüber hinaus bestritt er für Ultra Motorsports die zwei letzten Saisonrennen im Winston Cup.
2003 war Leffler ohne permanentes Cockpit und fuhr in allen drei NASCAR-Divisionen. In der Craftsman Truck Series, wo er für Ultra Motorsports an 16 von 25 Rennen teilnahm, startete er zweimal von der Pole-Position und gewann beim MBNA Armed Forces Family 200 in Dover sein erstes NASCAR-Rennen. Im Winston Cup erhielt er ein Cockpit bei Haas CNC Racing für 11 von 36 Rennen. Dabei kam er nie in die Top 20. In der Busch Grand National Series nahm er für Haas an sechs Rennen teil und erreichte dabei einen vierten Platz als bestes Resultat. 2004 war Leffler zunächst Vollzeitpilot in der Busch Series bei Haas CNC Racing. Beim Stater Brothers 300 Presented by Gatorade in Fontana erzielte er seinen ersten Busch-Series-Sieg. Für die letzten sieben Rennen verlor er sein Cockpit. Darüber hinaus nahm Leffler an je einem Rennen des Nextel Cups, der Nachfolgeserie des Winston Cups, und der Craftsman Truck Series teil. 2005 nahm Leffler für Joe Gibbs Racing an 19 von 36 Nextel-Cup-Rennen teil. Dabei war ein zwölfter Platz seine beste Platzierung. Außerdem startete er für Braun Racing zu 15 von 35 Rennen der Busch Series. Mit einem dritten Platz erreichte er eine Podest-Platzierung.
2006 startete Leffler ausschließlich für Braun Racing in der Busch Series. Er erzielte zweimal die Pole-Position. Ein vierter Platz war sein bestes Resultat und er wurde 13. in der Fahrerwertung. 2007 blieb Leffler bei Braun Racing in der Busch Series. Er ging abermals zweimal von der Pole-Position ins Rennen. Beim Kroger 200 Benefiting Riley Hospital for Children in Indianapolis erzielte er den Sieg. Es war der erste Sieg für Toyota in der zweiten NASCAR-Division. Es war sein dritter und letzter Sieg in einer NASCAR-Serie. In der Gesamtwertung verbesserte er sich auf den dritten Rang, der seine beste NASCAR-Gesamtplatzierung darstellt. Außerdem nahm er an fünf Rennen der Craftsman Truck Series teil und kam dabei viermal in die Top 10. 2008 gelang es Leffler für Braun Racing in der Nationwide Series, der Nachfolgeserie der Busch Series, startend nicht, an die Erfolge der Vorsaison anzuknüpfen. Mit zwei vierten Plätzen als beste Resultate wurde er Neunter im Gesamtklassement. Darüber hinaus trat er zu fünf Rennen des Sprint Cups, der Nachfolgeserie des Nextel Cups, für Haas an. Dabei scheiterte er zweimal an der Qualifikation.
2009 verbesserte sich Leffler wieder in der Nationwide-Series-Gesamtwertung auf den vierten Platz. Für Braun Racing startend waren zwei zweite Plätze seine besten Ergebnisse. Zusätzlich nahm er an einem Rennen der Camping World Truck Series, der Nachfolgeserie der Craftsman Truck Series, teil. 2010 schloss Leffler die Nationwide Series für Braun Racing auf dem neunten Gesamtrang ab. Erneut war ein zweiter Platz sein bestes Resultat. Darüber hinaus nahm er sechsmal am Sprint Cup teil. Zweimal für Braun Racing und viermal für Prism Motorsports. Er scheiterte jedoch zweimal an der Qualifikation. Nachdem Braun Racing Ende 2010 verkauft worden war, startete Leffler 2011 für den Nachfolgerennstall Turner Motorsports. Mit einem zweiten Platz als bestem Resultat beendete er die Saison auf dem sechsten Platz. Die Saison 2011 war Lefflers letzte Saison als NASCAR-Vollzeitpilot.
2012 war Leffler wieder in allen drei NASCAR-Divisionen aktiv. Die meisten Starts absolviert er mit 10 von 22 Rennen für Kyle Busch Motorsports in der Camping World Truck Series. Ein vierter Platz war sein bestes Resultat. Darüber hinaus nahm er für verschiedene Teams an neun Sprint-Cup-Rennen teil. Er scheiterte viermal an der Qualifikation und kam nie in die Top 30. Außerdem bestritt er für Turner Motorsports zwei Nationwide-Series-Rennen.
2013 erhielt Leffler bei Humphrey Smith Racing ein Sprint-Cup-Cockpit für das Party in the Poconos 400 auf dem Pocono Raceway. Er schied bei diesem Rennen nach 8 von 160 Runden mit einem technischen Defekt aus. Drei Tage nach dem NASCAR-Rennen nahm Leffler an einem Sprint-Car-Rennen auf dem Bridgeport Speedway, einem Dirt-Track, teil. Dabei hatte er einen schweren Unfall. Er verlor ausgangs einer Kurve die Kontrolle über das Fahrzeug, nachdem ein Teil der Federung gebrochen war. Er schlug in die Mauer ein und überschlug sich mehrfach. Er hatte bei dem Aufprall in etwa eine Geschwindigkeit von 217 km/h. Leffler wurde aus dem Fahrzeugwrack herausgeschnitten und ins Krankenhaus nach Chester geflogen. Dort wurde er circa eine halbe Stunde nach dem Unfall für tot erklärt. Lefflers Tod war der fünfte Todesfall auf einem Dirt-Track im Jahr 2013. Er starb an einer Genickverletzung. Das HANS-System versagte bei dem Unfall aufgrund der Gewalt des Aufpralls. Die in den NASCAR-Serien vorgeschriebene 180-Grad-Kopfstütze verwendete er bei diesem Rennen nicht. Im Gegensatz zu sämtlichen NASCAR-Ovalen verfügte der Bridgeport Speedway über keine SAFER Barriers. Leffler wurde 37 Jahre alt.

## Persönliches
Leffler war alleinerziehender Vater eines Sohnes. Bis zu seinem Tod lebte er in Huntersville, North Carolina.

## Statistik

### Karrierestationen
| - 1996–2013: Midget - 1999: NASCAR Busch Grand National Series (Platz 74) - 1999: Indy Racing League (Platz 48) - 2000: NASCAR Busch Grand National Series (Platz 20) - 2000: NASCAR Craftsman Truck Series (Platz 103) - 2000: Indy Racing League (Platz 30) - 2001: NASCAR Winston Cup (Platz 37) - 2002: NASCAR Craftsman Truck Series (Platz 4) - 2002: NASCAR Winston Cup (Platz 63) - 2003: NASCAR Craftsman Truck Series (Platz 16) - 2003: NASCAR Winston Cup (Platz 47) | - 2003: NASCAR Busch Grand National Series (Platz 52) - 2004: NASCAR Busch Series (Platz 12) - 2004: NASCAR Nextel Cup (Platz 88) - 2004: NASCAR Craftsman Truck Series (Platz 95) - 2005: NASCAR Nextel Cup (Platz 38) - 2005: NASCAR Busch Series (Platz 30) - 2006: NASCAR Busch Series (Platz 13) - 2007: NASCAR Busch Series (Platz 3) - 2007: NASCAR Craftsman Truck Series (Platz 41) - 2008: NASCAR Nationwide Series (Platz 9) - 2008: NASCAR Sprint Cup (Platz 59) | - 2009: NASCAR Nationwide Series (Platz 4) - 2009: NASCAR Camping World Truck Series (Platz 99) - 2010: NASCAR Nationwide Series (Platz 9) - 2010: NASCAR Sprint Cup (Platz 70) - 2011: NASCAR Nationwide Series (Platz 6) - 2012: NASCAR Camping World Truck Series (Platz 23) - 2012: NASCAR Sprint Cup (Platz 71) - 2012: NASCAR Nationwide Series (Platz 121) - 2013: NASCAR Sprint Cup |

### Einzelergebnisse in der IndyCar Series
| Jahr | Team            | 1   | 2   | 3    | 4    | 5   | 6   | 7   | 8   | 9   | 10  | Punkte | Rang |
| ---- | --------------- | --- | --- | ---- | ---- | --- | --- | --- | --- | --- | --- | ------ | ---- |
| 1999 | Treadway Racing | WDW | PHX | INDY | TXS  | PPI | ATL | DOV | PP2 | LVS | TX2 | 2      | 48.  |
| 1999 | Treadway Racing | 28  |     |      |      |     |     |     |     |     |     | 2      | 48.  |
| 2000 | Treadway Racing | WDW | PHX | LVS  | INDY | TXS | PPI | ATL | KTY | TX2 |     | 28     | 30.  |
| 2000 | Treadway Racing |     |     | 15   | 17   |     |     |     |     |     |     | 28     | 30.  |

(Legende)